# Бронька (річка)
Бро́нька, Бронецька Ріка — річка в Україні, у межах Іршавського району Закарпатської області. Ліва притока Боржави (басейн Дунаю).

## Опис
Довжина 19 км, площа басейну 96,1 км². Похил річки 53 м/км. Річка типово гірська. Долина вузька, переважно V-подібна, заліснена. Річище слабозвивисте, кам'янисте.

## Розташування
Бронька бере початок при південних схилах гори Кук (масив Полонина Боржава). Тече спершу на південь, далі — на південний захід і захід. Впадає до Боржави біля села Бронька.

## Цікаві факти
- У середній течії при річці розташований Річанський зоологічний заказник.
- У минулому долиною річки проходила гілка Боржавської вузькоколійної залізниці.